# 삼척 도계역 급수탑
삼척 도계역 급수탑(三陟 道溪驛 給水塔)은 대한민국 강원특별자치도 삼척시 도계읍 전두리, 도계역에 있는 일제강점기의 급수탑이다. 2003년 1월 28일 대한민국의 국가등록문화재 제46호로 지정되었다.

## 개요
1940년에 설치된 강원도에 옛 원주역에 있는 급수탑과 함께 남아있는 급수탑으로서 당시의 전형적인 급수탑 형식을 보여주고 있다.
높이가 8미터로 다른 급수탑에 비해 상당히 낮은 것은 철로면 보다 4미터가 높은 곳에 설치하여 지형을 고려하여 적정수압을 얻어낼 수 있도록 그 높이를 조절한 것으로 보임. 돔형태의 지붕에는 사방에 반원형 도머창문이 설치되어 있다.

## 같이 보기
- 도계역

## 참고 자료
- 삼척 도계역 급수탑 - 국가유산청 국가유산포털